# Ladantola aspersa
Ladantola aspersa is een hooiwagen uit de familie Cranaidae.